# Kenchapura, Kolar
Kenchapura là một làng thuộc tehsil Kolar, huyện Kolar, bang Karnataka, Ấn Độ.